# NGC 1624
NGC 1624 (другие обозначения — OCL 403, LBN 722) — рассеянное скопление в созвездии Персея.
Этот объект входит в число перечисленных в оригинальной редакции «Нового общего каталога».

В этом скоплении была найдена звезда с наиболее мощным магнитным полем, превосходящим солнечное в 20 тысяч раз. Звезда получила условное обозначение NGC 1624-2.